# Tjusts skärgård

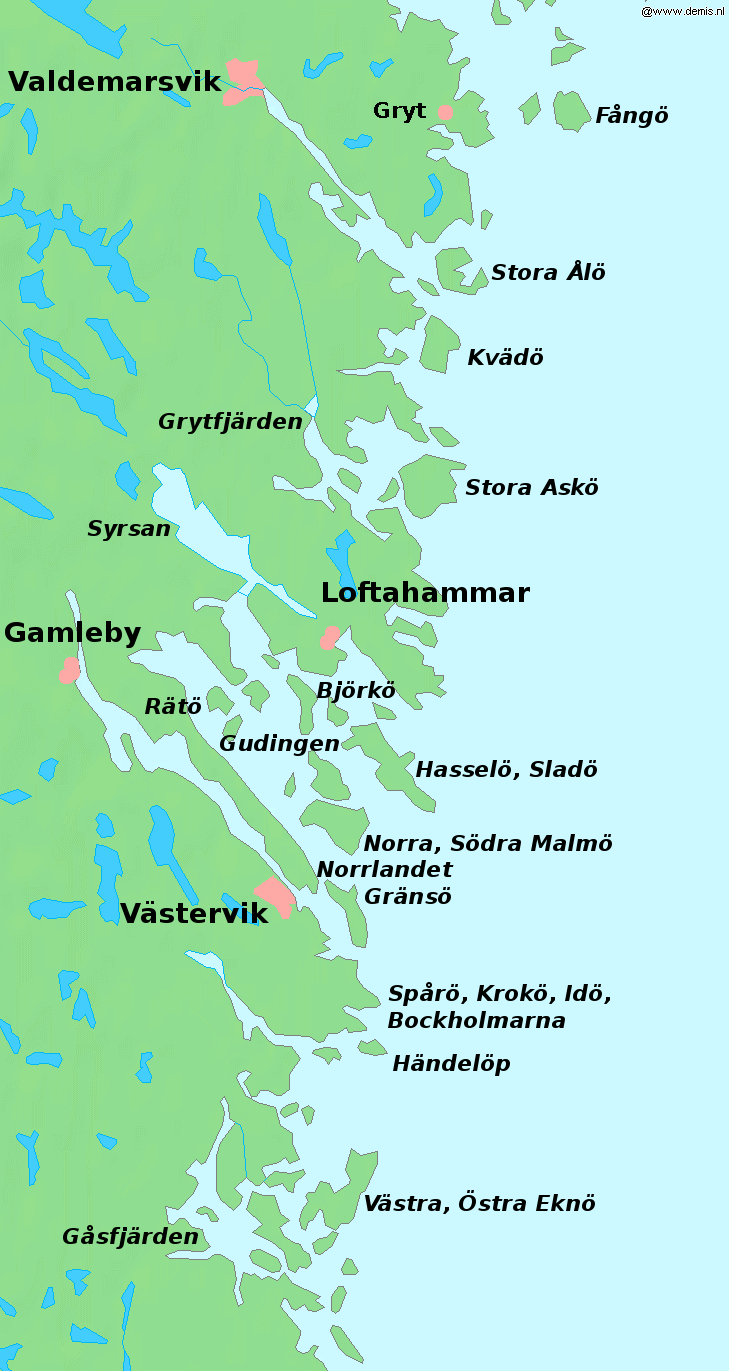
Tjusts skärgård gränsar i norr till Gryts skärgård (norr om Kvädö) och i söder till Misterhults skärgård (söder om Eknö).

Tjusts skärgård är det skärgårdsområde som tillhör Tjustbygden. Det ligger huvudsakligen i Västerviks kommun, men även kustsocknen Östra Ed i nuvarande Valdemarsviks kommun är ursprungligen en del av Tjust och dess skärgård.

## Öar och vikar
I norr avgränsas Tjust skärgård av Valdemarsviken, som är den vik som leder in mot Valdemarsvik. Den är på sin djupaste punkt ungefär 40 meter djup och skär 15 km in i landet. Viken omges av 40–60 meter höga berg. Inloppet omges av Stora Ålö och Kvädö. Kvädö är ett naturreservat.
Grytfjärden begränsas i öster av Stora Askö och i söder av Loftahammarhalvön. På Stora Askö i nordöstligaste Västerviks kommun finns byn Flatvarp. Väderskär eller Värskär är en liten ö med fiskeläge och kapell (byggnadsminnen) i havsbandet sydost om Stora Askö.
Hasselö ligger mellan Loftahammar och Västervik. Båtförbindelse finns från Västervik under hela året och under sommarmånaderna utökas trafiken med en större båt från Västervik, men också från Loftahammar. Hasselö hängde samman med Sladö, som är naturreservat, men 2006 har man grävt en kanal mellan öarna så det är numera två öar.[källa behövs]
Gudingen eller Gudingefjärden avgränsas i norr av Loftahammarhalvön och i söder av halvön Norrlandet. Några öar i Gudingen är Södra och Norra Malmö, Björkö, Ljusterö, Vidö, Vinökalv, Stora och Lilla Rätö samt Solidö.
Stora Rätö är cirka 90 hektar stort, vägförbindelse saknas. Lilla Rätö har ett större antal fritidshus. Vägförbindelse saknas, och många besöker ön med båt via Rätö brygga vid Kuggviken på Norrlandet.
Gamleby är det ursprungliga läget för staden Västervik, längst inne i den 20 km långa viken Gamlebyviken, som på gamla kartor kallas Västerviken. Vikens norra sida är halvön Norrlandet, i vars förlängning Gränsö ligger. År 1433 anlades det nuvarande Västervik på södra sidan av vikens mynning och namnet flyttade med. Västerviks hamn ligger på ön Lucerna (eller Lusärna). Skansholmarna i Lucernafjärden består av Östra Skansholmen med Västerviks Segelsällskaps sommarvilla, samt den kala, obebodda Västra Skansholmen.
Idö ligger omkring fem sjömil från Västervik. Före detta lotsstation. Båtförbindelse och restaurang, sommartid. Idö och nedanstående öar ligger i Västrums socken. En egenhet i denna socken är att alla öar plus byn Narsvik är oskiftade, dvs de har inte genomgått laga skiftet. Undantagen är Hultö (1827) och Skälö (1915). Några öar har dock "legaliserats", det vill säga man har styckat av minimala tomter medan resten av marken ägs gemensamt.[källa behövs]
Spårö är känt för sjömärket Spårö båk. Ön ligger vid inloppet till Västervik, omkring 4-5 sjömil sydost om centrum.
Även ön Händelöp (med betoning på "hänn") ligger sydost om Västervik. Större delen av öns bebyggelse är koncentrerad till Händelöps by på öns västra del, en småort med 51 invånare (2010). På öns östra del finns även ett fiskeläge och ön har väg- och broförbindelse.
Korpaholmarna är en samling holmar och skär som binds samman med gångbroar. De ligger vid Lysingsbadet, cirka tre till fyra kilometer söder om centrala Västervik.
Eknö är den största ön i södra delen av Tjust skärgård i Västerviks kommun. Ön har två huvuddelar där merparten av bebyggelsen är samlad - Östra Eknö och Västra Eknö. Broförbindelse saknas, fastlandsbrygga finns vid bland annat Strandbo.